# Marie-Anne Carrelet de Marron
Pour les autres membres de la famille, voir Famille Carrelet de Loisy.
Marie-Anne Carrelet, née le 14 décembre 1724 à Dijon et morte le 15 décembre 1778 à Bourg-en-Bresse, est une peintresse, poétesse, dramaturge et entrepreneuse française.  
Fille du receveur général des finances de Bourgogne, elle connaît du succès à l'adolescence pour ses peintures très bien exécutées, dont une qui est conservée à la cathédrale de Dijon. En 1752, elle épouse Gaspard-Constant-Hugues de Marron, baron de Meillonnas. En 1759, le couple fonde une manufacture de faïence, qui connaît un succès croissant. Madame de Marron, aussi appelée Madame de Meillonnas, gère activement la fabrique avec son mari, pour laquelle elle aurait créé des motifs animaux et végétaux. 
À partir de 1766, Madame de Marron se lance dans l'écriture de pièces de théâtre de société. Si elle écrit pour ses intimes, son talent dramaturgique est reconnu par ses contemporains. Autrice de deux comédies et huit tragédies, une seule (La Comtesse de Fayel, 1770) est publiée anonymement et à son insu par le baron de Meillonnas. Madame de Marron décède en laissant deux tragédies inachevées et une empreinte durable à Meillonnas.

## Biographie

### Jeunesse et mariage
Fille d'Antoine Carrelet, receveur général des finances bourguignon, et de Marie-Marguerite Anglard, Marie-Anne Carrelet naît le 14 décembre 1724 à Dijon. Son talent artistique est remarqué quand elle est très jeune, maîtrisant l'art de la peinture dès quatorze ou quinze ans. La jeune femme expose ses premiers grands tableaux à vingt ans — sa famille en conservera plusieurs et l'église Notre-Dame de Dijon conserve toujours une Présentation de Jésus au Temple (aussi appelée Purification de la Vierge, 1748). Le 1er février 1752, elle épouse Gaspard-Constant-Hugues de Marron (1716-1785), baron de Meillonnas, en l'église Saint-Jean de Dijon. Elle est estimée pour ses bonnes mœurs et l'attachement à ses devoirs. Le couple a un fils en 1753, Antoine-Bernard-Constant,,,.

### La faïence de Meillonnas
En 1755, le baron hérite par son oncle Nicolas du château fort de Meillonnas, village réputé pour la fabrique d'un « service vert », terre vernissée fameuse jusqu'au-delà de Lyon. Comme d'autres nobles animés par l'esprit d'entreprise, le couple de Marron y ouvre une « fabrique de fayance » en 1759. Le baron réussit à faire venir le célèbre faïencier franc-comtois Claude Gautherot (1729-1802), qui s'est retrouvé ruiné par une inondation. La manufacture connaît un grand essor sous sa direction jusqu'en 1763 ou 1765, date à laquelle Gautherot est remplacé par le maître peintre Gervais-Protais Pidoux (1725-1790) entre 1764 et 1766. Il est remplacé par les frères Joseph-Augustin et Honoré Maurel, de Moustiers, respectivement directeurs de la fabrique de 1766 à 1772 et de 1772 à 1815,.
C'est sous Gautherot qu'on commence à utiliser la technique du grand feu et qu'est créé le motif de la « rose manganèse », symbole de la faïence de Meillonnas, qui rivalisera avec celles de Luneville, Strasbourg ou Moustiers.  Avec l'apport de la technique du petit feu sous Pidoux, la faïence acquiert une plus large gamme de couleurs qu'avec un « grand feu ». Lui et les frères Maurel améliorent les techniques de feu et étoffent un nouveau répertoires de motifs animaux et végétaux. La faïence n'est pas limitée à la simple vaisselle, elle comprend aussi des écritoires, pots de chambre ou carreaux de poêles. Des artisans de Strasbourg et de Moustier viennent servir fidèlement la manufacture ; agrandie en 1764, elle passe de six à douze ouvriers,,.
Madame de Marron devait sans doute connaître Pidoux, puisqu’il avait travaillé à la faïencerie d'Aprey ; il est probable que c'est elle qui le fit venir à Meillonnas. La baronne contribue aussi manuellement à la fabrique : elle peint, dessine (surtout des fleurs, qu'elle affectionne) et imagine des guirlandes. Selon une tradition, elle signe les créations qu'elle offre à ses proches par les initiales « A. R. », mais ses capacités de peintresse sur un support aussi délicat furent remises en question. Le baron emprunte de l'argent aux syndics afin de faire construire de nouveaux fours, avec l'objectif de fabriquer la meilleure faïence de France,.

### Les pièces de théâtre
Le couple de Marron quitte le château de Meillonnas et laisse la gestion de la fabrique aux frères Maurel. Installée à Bourg-en-Bresse, dans leur hôtel particulier commandé par son mari, Madame de Marron commence à composer des pièces de théâtre pour son cercle d'intimes en 1766 : après avoir entendu Sophonisbe de Pierre Corneille, elle juge que le personnage d'Erixe est inutile. Comme tout le monde n'est pas d'accord, elle est mise au défi de réaliser une meilleure tragédie sur le même sujet. Sa première version en prose étant un succès, la baronne de Meillonnas en compose une autre en vers en 1767, sur le conseil de son public,.
En 1768, Madame de Marron écrit deux tragédies : Les Héraclides, aussi appelée Le Dévouement de la famille d'Hercule, et Childéric, roi de France. En 1769, elle écrit deux tragédies et une comédie : Le Comte d'Harville, tragédie qu'elle renommera Le Prisonnier, inspirée par un roman du grenoblois Jean-Gaspard Dubois-Fontanelle, où un père doit juger son fils criminel ; Les Atrides, troisième tragédie inspirée de l'Antiquité ; et Clarice, comédie en vers inspirée par le roman épistolaire Clarisse Harlowe (1748),.
En 1770, Madame de Marron écrit la tragédie Valérie, inspirée par l'Histoire de Gil Blas de Santillane (1715-1735). Ayant lu les tragédies respectives de Buirette de Belloy et Baculard d'Arnaud, inspirées par Li roumans dou Chastelain de Couci et de la Dame de Fayel, la baronne décide d'écrire sa version afin de corriger les défauts qu'elle a trouvé dans les leurs. Rédigée en douze jours, La Comtesse de Fayel est publiée à Lyon par son mari, à son insu et sans nom d'autrice,.
En 1773, elle écrit une quatrième tragédie de l'Antiquité, celle de la princesse Antigone, et en 1774 Le Bon Père, ou L'École des Pères, comédie en vers,.

### Fin de vie
Dans la fin de sa vie, plusieurs souffrances empêchent Marie-Anne Carrelet de Marron d'écrire ses pièces comme elle le voudrait. Elle décède le 15 décembre 1778 à Bourg-en-Bresse, en laissant achevé le premier acte de Cyrus, une autre tragédie de l'Antiquité, et différents morceaux d'un Télémaque en vers.

## Style et postérité
Fortunée Briquet juge que « ses écrits sont pleins de sentiment et de pathétique ; la versification en est facile et harmonieuse. Cependant il n'y aurait que quelques-uns de ses ouvrages qui seraient dans le cas d'être donnés au public ». 
Voltaire, auteur et lecteur de pièces de théâtre, a loué le style de Madame de Marron,. En 1768, il écrit à l'astronome Joseph Jérôme Lefrançois de Lalande : « Il est vrai que rien n'est plus étrange pour une dame de faire trois tragédies en quatre mois et de composer la quatrième. Il est difficile d'en faire une bonne en un an. Phèdre coûta deux ans à Racine ; mais il y aurait des défauts dans les ouvrages précités de Madame de Marron, cette précipitation et cette facilité seraient encore un prodige. J'irais l'admirer chez elle si je pouvais sortir ; mais si elle veut que je voie ses pièces, il faudra bien qu'elle vienne à Ferney. Elle me verra malade, mais je suis le malade le plus sensible au mérite et aux beaux vers. »
Lalande, qui était des amis proches de la baronne, fait paraître un éloge d'elle en 1780, dans le Nécrologe des hommes célèbres de France,.
À Meillonnas, la rue Anne-Marie-Carrelet est nommée d'après la baronne.

## Œuvres

### Tragédies
- Sophonisbe (en prose, 1766 ; en vers, 1767)
- Les Héraclides, ou Le Dévouement de la famille d'Hercule (1768)
- Childéric, roi de France (1768)
- Le Comte d'Harville, anciennement Le Prisonnier (1769)
- Les Atride  (1769)
- Valérie (1770)
- La Comtesse de Fayel (1770)
- Antigone (1773)

### Comédies
- Clarice (1769)
- Le Bon Père, ou L'École des Pères (1774)